# Littoraria irrorata
Littoraria irrorata, tên tiếng Anh: Marsh periwinkle, là một loài ốc biển, là động vật thân mềm chân bụng sống ở biển thuộc họ Littorinidae.
Loài này có ở đầm lầy nước mặn ven biển Đại Tây Dương và Gulf Coast của Bắc Mỹ, từ Massachusetts tới Texas.
Một số đàn của loài ốc này là những động vật thân mềm được biết đến vì nuôi nấm mốc trên vỏ.

## mô tả
Chiều dài tối đa của vỏ ốc được ghi nhận là 29.2 mm.

## Môi trường sống
Độ sâu tối thiểu được ghi nhận là 0 m. Độ sâu tối đa được ghi nhận là 22 m.

## Hình ảnh

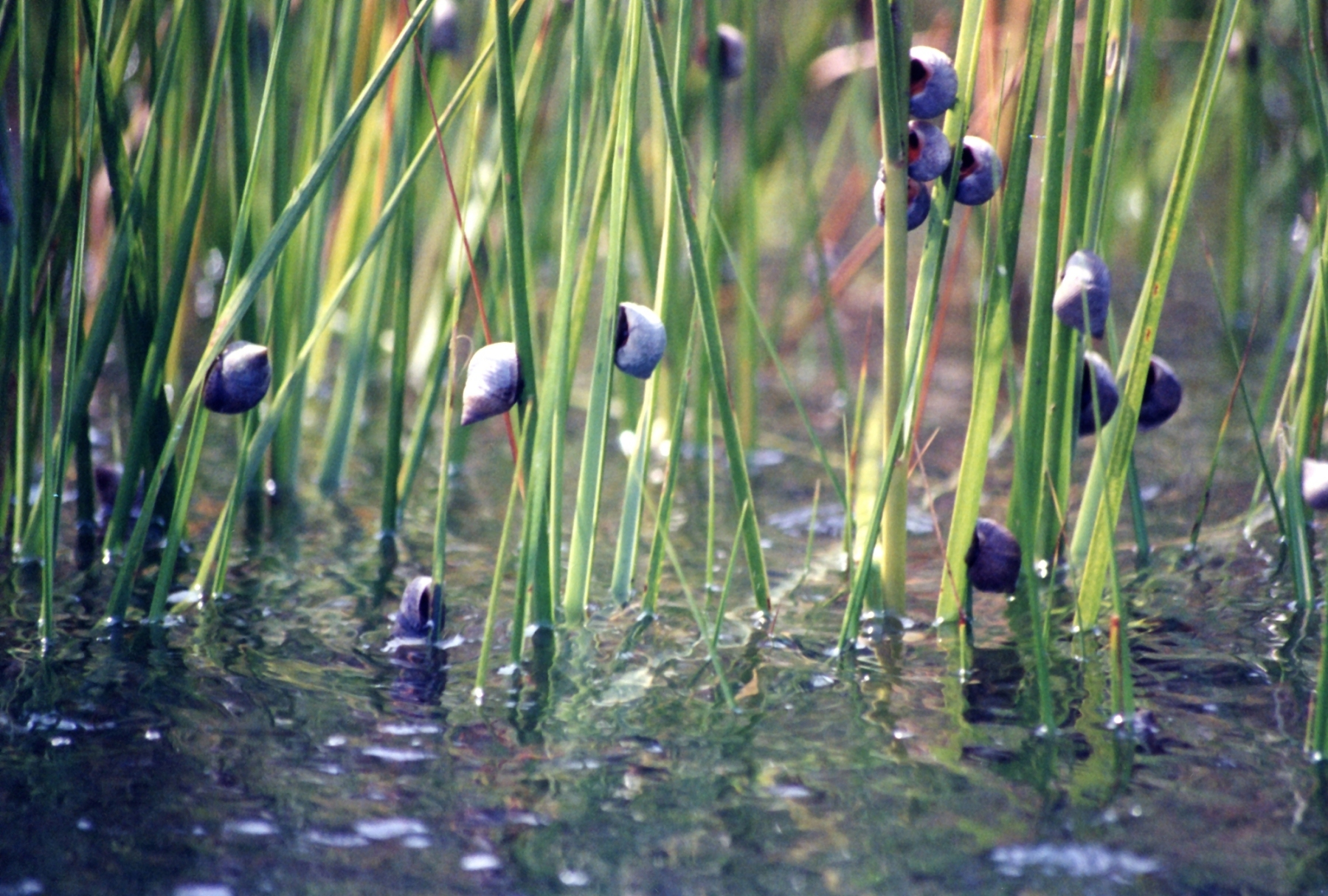
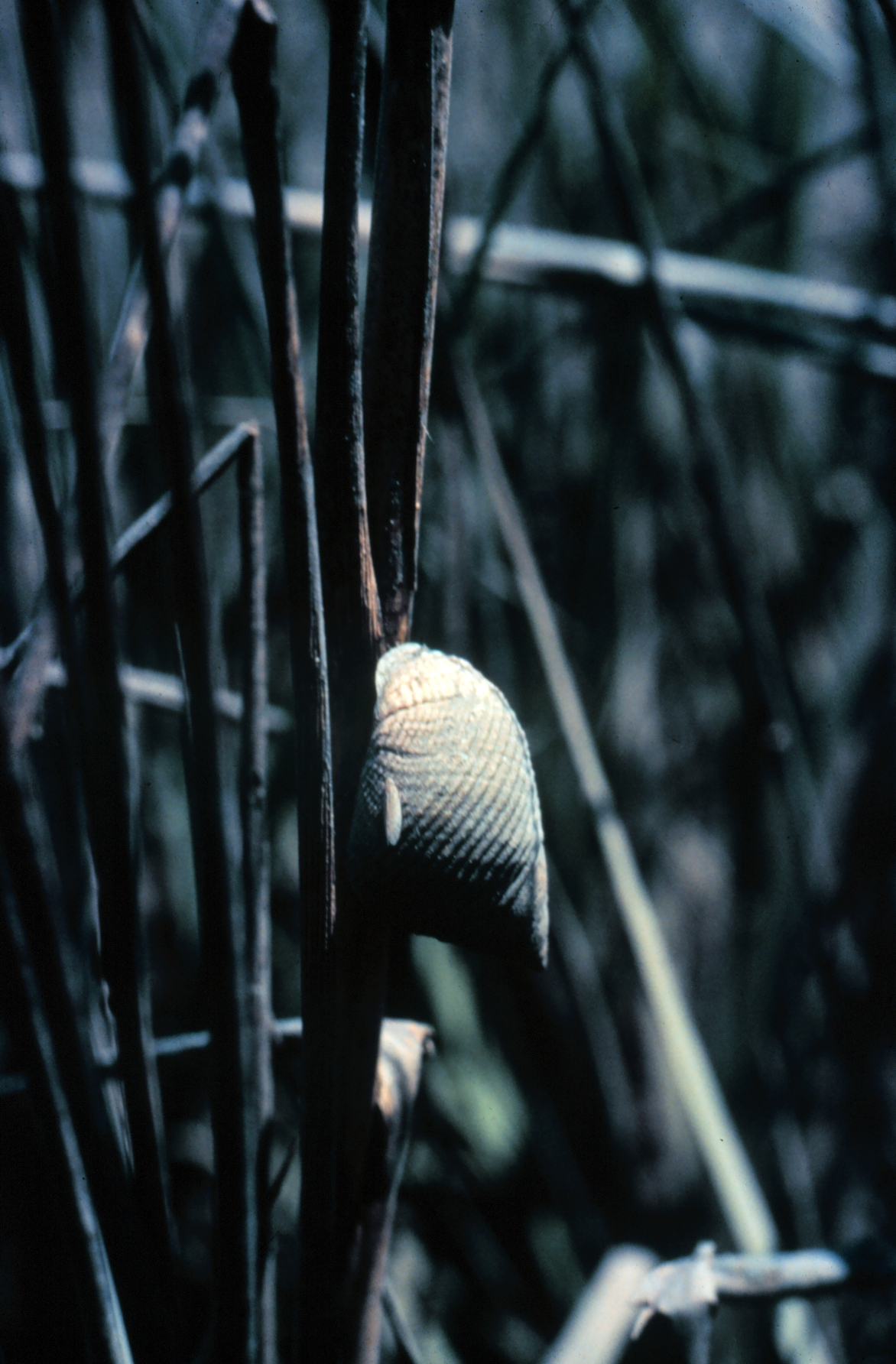